# هان إريكسن
هان إريكسن (بالدنماركية: Hanne Eriksen)‏ هي مجدفة دنماركية، ولدت في 20 سبتمبر 1960 في كوبنهاغن في الدنمارك.

## وصلات خارجية
- هان إريكسن على موقع الاتحاد الدولي للتجديف (الإنجليزية)
- هان إريكسن على موقع اللجنة الأولمبية الدولية (الإنجليزية)
- هان إريكسن على موقع أوليمبيديا (الإنجليزية)